# 미국 국방정보국의 국장
국방첩보국의 국장(Director of the Defense Intelligence Agency)은 국방첩보국의 수장이자, 국방부 장관과 합동참모의장에 대한 최고위 군사첩보고문이다. 국방부 첩보차관을 경유해 국가정보국에도 답변한다.

## 개요

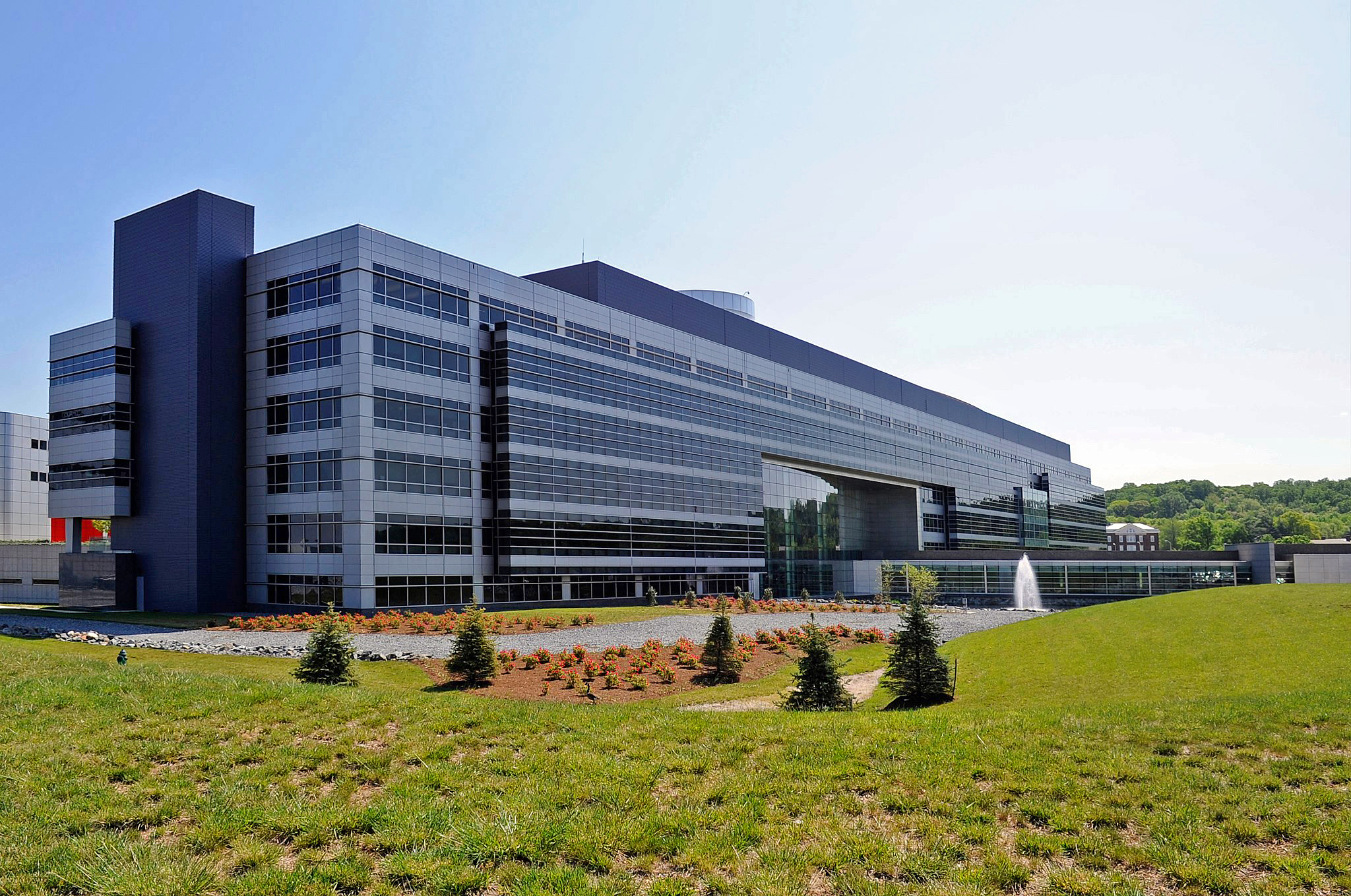
DIA 본부

대통령이 추천하고, 미국 상원이 인사청문회를 열어 조언과 동의를 한다. 국장에 임명된 3성계급의 장교는 첩보, 감시 및 정찰 합동기능구성사령부의 사령관을 겸직한다.
워싱턴 D.C에 위치한 국방첩보국에서 전세계 미군의 정보 관련 업무를 지휘통제한다.